# チャールズ・マーティン・ホール

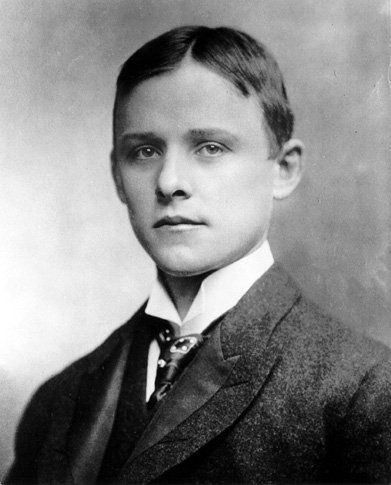
チャールズ・マーティン・ホール(42歳
)

チャールズ・マーティン・ホール（英語:Charles Martin Hall, 1863年12月6日 - 1914年12月27日）は、アメリカ合衆国の発明家、化学者である。ポール・エルーとほぼ同時に、アルミニウムの溶融塩電解法であるホール・エルー法を発明し、工業化したことで有名。

## 生涯
オハイオ州ジアーガ郡トンプソン郡区生まれ。1871年に一家で同州のロレイン郡オーバリンへ移住。12歳から鉱石の実験を自宅裏の実験場で始める。オーバリン大学在学中に教授のフランク・ジューエット（1844年 - 1926年）に影響されてアルミニウムの製法に興味を持ち、自宅でアルミニウムの製法についての実験を始めるようになる。
大学卒業後もホールは実験を続け、数多くの失敗を繰り返した末に、アルミナを溶融塩電解させるための融剤としてグリーンランド産の氷晶石が最適であることを見出す。そして1886年に溶融した氷晶石にアルミナを溶解させ、電解させることで陰極にアルミニウム粒子を生成させることに成功した。ホールとは生没年が同じで無関係であるはずのフランスの化学者ポール・エルーも同時期にこの方法に成功している。
その後、ピッツバーグの資本家アルフレッド・ハントの出資を得て1889年にピッツバーグ・リダクション会社（1907年よりアルコアと改名）を発足させ、この方法によってアルミニウムの工業的製造を開始。1890年にホールは副社長になり、製法の改良によりアルミニウムの製造コストを低下させることに尽力した。さらに会社の努力により、当初はほとんどなかったアルミニウムの需要が次第に広まっていった。
1911年にアメリカの化学界では最高の名誉であるパーキンメダルを受賞。1914年12月27日、フロリダ州デイトナビーチで白血病のため亡くなる。容貌としては初老になっても少年の面影を残しており、生涯独身であった。オーバリンのウェストウッド墓地に両親・兄弟と共に埋葬されている。